# أحمد الوادعي
أحمد علي الوادعي هو محام ومستشار قانوني وضابط وكاتب يمني ولد في وادعة بمحافظة عمران سنة 1946، عمل كمحام منذ العام 1979، واحد المشاركين في ثورة 26 سبتمبر، ومن مؤسسي نقابة المحامين اليمنيين، عين في 2012 رئيس المرصد اليمني للحقوق الإنسان.

## النشاة
ولد في وادعة بمحافظة عمران سنة 1946 وانتقل مع والده إلى قضاء المخادر وحبيش في لواء إب ودرس فيه القرآن والتجويد، وأساسيات الحساب والعلوم، ثم انتقل إلى دار العلوم في صنعاء.

## التعليم
- درس القرآن والتجويد وأساسيات الحساب في قضاء المخادر وحبيش.[1]
- دار العلوم- صنعاء.[1]
- كلية الشرطة.[4]
- بكالوريوس شريعة وقانون - جامعة صنعاء. ( 1976-1977)[1]

## مناصب شغلها
- ضابط في البحث الجنائي.[1]
- أستاذ في المعهد العالي للقضاء (1985-2007).[1]
- رئيس المرصد اليمني للحقوق الإنسان (2012).[3]
- عضو مجلس الأمناء- مؤسسة العفيف الثقافية.[1]
- عضو مجلس الأمناء- المرصد اليمني للحقوق الإنسان.[1]

## مؤلفاته
- شرح قانون السلطة القضائية - 1985.[1]
- حقوق المرأة بين الشريعة والقانون - مؤسسة العفيف الثقافية- 1989.[5]
- دليلك إلى حقوقك - مؤسسة العفيف الثقافية.[6]
- قواعد إصدار الأحكام القضائية.[7]
- النسخة اليمنية من القضاء الإسلامي: شرح قانون السلطة القضائية اليمني مقارنا بأحكام القضاء الإسلامي.[8]
- المأزق الدستوري في اليمن - مؤسسة العفيف الثقافية.[9]
- صيغ العقود الشرعية والقانونية - مكتبة خالد بن الوليد.[10]
- رفع الخصام في الحكم بعلم الحكام، الشيخ محمد بن علي الشوكاني. (تحقيق - دراسة)[11]
- دليل المرأة إلى حقوقها - مؤسسة العفيف الثقافية.[12]